# Streethockey

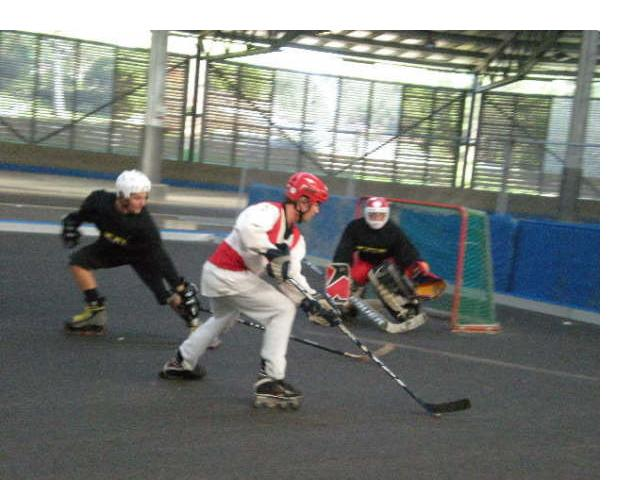
Streethockeyspelare i Göteborg under HHHS

Streethockey  är en sport (ofta oorganiserad) utan sanktionerade regler som mest troligt började utövas på gator i USA och Kanada av barn som ville utöva en ishockeyliknande idrott om somrarna. Där används dock ofta inte inlines, utan vanliga skor (versionen med inlines kallas inlinehockey). Dock i Sverige brukar man använda inlines. Sporten liknar alltså ishockey och innebandy men utövas med inlines.
Landslagen USA och Kanada är de två bästa landslagen i streethockey med inlines. I streethockey är det precis som i innebandy och ishockey 3 perioder på 20 minuter. I världsmästerskapen i streethockey (med inlines) 2009 blev USA mästare och Kanada fick silver och Tyskland fick brons. Streethockey brukar man spela på våren, sommaren och hösten.
I Sverige finns bara en turnering för sporten i Sverige. Den arrangeras i Göteborg av Högsbohöjdshockeyskapen.

## Utrustning
I streethockey har man ofta inlines på fötterna. Man knäskydd, armbågsskydd, benskydd och ibland kroppsskydd. Man har en vanlig innebandyboll som är stoppad med plast eller tidningspapper för att minska studs och att den blir tyngre. Man använder sällan en så kallad streethockeypuck som är lättare än en hockeypuck. Man har hjälm oftast, utan visir, och så använder man handskar (antingen hockeyhandskar eller vanliga vantar). Målvakten brukar ha plock-, stöt-, benskydd och en målvaktshjälm. Sedan använder man ofta innebandyklubba eller ishockeyklubba.